# Lưu Phương (tướng)
Lưu Phương (chữ Hán: 劉方, ? – 605) là người huyện Trường An quận Kinh Triệu, tướng lĩnh thời Bắc Chu và Tùy, nổi bật với việc chỉ huy quân đội Tùy xâm lược Vạn Xuân và Lâm Ấp ở Đông Nam Á.

## Binh nghiệp
Thời Bắc Chu, Lưu Phương làm Thừa ngự thượng sĩ, sau lập chiến công làm Thượng nghi đồng. Năm Đại Tượng thứ 2 (580), Dương Kiên làm Thừa tướng Bắc Chu, Phương theo Vi Hiếu Khoan tiến binh thảo phạt Uất Trì Huýnh ở Tương Châu, vì lập công làm Khai phủ nghi đồng tam ti, phong tước Hà Âm huyện hầu, ăn lộc tám trăm hộ. Năm Khai Hoàng thứ 1 (581), Dương Kiên được Tĩnh Đế nhường ngôi, lập ra nhà Tùy, Phương được tiến phong tước Công. Năm Khai Hoàng thứ 3 (583), theo Vệ vương Dương Sảng đánh phá quân Đột Quyết ở núi Bạch Đạo, tiến chức Đại tướng quân. Về sau, trải qua làm Thứ sử hai châu Cam–Qua, vẫn chưa có tiếng tăm gì.
Gặp lúc Lý Phật Tử ở Vạn Xuân dấy binh xưng đế, đóng đô ở Phong Châu, sai Lý Đại Quyền giữ thành Long Biên và Lý Phổ Đĩnh giữ thành Ô Diên. Năm Nhân Thọ thứ 2 (602), Tả bộc xạ Dương Tố tiến cử thứ sử Qua Châu là Lưu Phương có tài lược làm tướng. Tùy Văn Đế dùng Lưu Phương làm Hành quân tổng quản đạo Giao Châu, lấy Độ chi thị lang Kính Đức Lượng làm Trưởng sử thống lĩnh quân sĩ 27 doanh sang đánh. Quân lệnh của Phương rất nghiêm, ai phạm tất chém. Nhưng Phương tính nhân ái, binh sĩ người nào ốm đau đều thân đến thăm viếng nuôi dưỡng, quân lính ai nấy đều mến đức và sợ uy. Trưởng sử là Kính Đức Lượng theo quân đến Doãn Châu thì bệnh nặng không đi được, ở lại châu quán. Trong lúc chia tay, Phương xót cảnh Lượng ốm nặng mà khóc lóc nức nở, cảm động cả mọi người. Quân Tùy tiến đến núi Đô Long, gặp hơn hai nghìn quân Vạn Xuân ến chặn đánh, Phương sai Doanh chủ là Tống Toản, Hà Quý, Nghiêm Nguyện tiến đánh, phá được quân Vạn Xuân. Khi kéo quân đến Phong Châu, sai người đem điều họa phúc để dụ trước, vua Lý Phật Tử sợ, xin hàng. Phương bắt Lý Phật Tử đem về kinh sư, còn những tướng cũ bắt được người nào kiệt hiệt thì sợ về sau gây loạn thì đều giết chết cả.
Tháng giêng năm Đại Nghiệp thứ 1 (605), cuộc xâm lược Vạn Xuân mới hoàn tất thì Văn Đế chết, Dạng Đế lên ngôi, các quan nhà Tùy bảo nước Lâm Ấp có nhiều của báu lạ. Dạng Đế bèn cho Phương làm Hành quân tổng quản đạo Hoan Châu, lấy Thượng thư hữu thừa là Lý Cương làm Tư mã đi kinh lược nước Lâm Ấp. Phương sai bọn Thứ sử Khâm Châu là Nịnh Trường Chân, Thứ sử Hoan Châu là Lý Vựng, Thượng khai phủ là Tần Hùng đem quân bộ kị xuất phát từ huyện Việt Thường, còn Phương tự dẫn Đại tướng quân là Trương Tốn, Tư mã là Lý Cương đem quân thuyền đến huyện Tỷ Cảnh.
Quân Tùy tiến đến cửa biển, vua Lâm Ấp là Phạm Phạm Chí sai quân đóng giữ các nơi hiểm yếu. Lưu Phương đánh đuổi được bọn này. Quân Lưu Phương vượt qua sông Chà Lê, gặp quân Lâm Ấp cưỡi voi từ bốn mặt kéo ra đánh: quân Phương thua. Phương sai đào nhiều hố nhỏ, phủ cỏ lên trên, rồi đem quân ra đánh, giả cách thua: quân Lâm Ấp đuổi theo, voi sa xuống hố, nhiều con ngã què. Quân Phương lấy nỏ bắn voi, voi lùi chạy, chà đạp cả vào trận địa Lâm Ấp. Nhân đó Phương tung quân tinh nhuệ ra đánh kịch liệt: quân Lâm Ấp bị thua. Phương thúc quân đuổi theo, đến thành Khu Túc được sáu dặm, vượt qua phía nam cột đồng Mã Viện, tám ngày thì đến kinh đô nước Lâm Ấp. Tháng 4, Phạm Chí bỏ thành, chạy ra phía biển. Lưu Phương vào thành, tước lấy 18 cái thần chủ thờ ở miếu. Những thần chủ ấy đều đúc bằng vàng, khoắng sạch cung thất nước ấy, khắc đá ghi công rồi về. Trong trận này quân Tùy bị chân phù thũng, chết đến bốn năm phần mười, Phương bị bệnh trên đường mà chết. Dạng Đế lấy làm thương tiếc bèn hạ chiếu khen ngợi, truy tặng Thượng trụ quốc, Lô quốc công, con là Lưu Thông Nhân kế tục.